# Palawankraai
De palawankraai (Corvus pusillus) is een zangvogel uit de familie van de kraaien. Eerder werd deze vogel als een ondersoort beschouwd van de soendakraai (C. enca).

## Verspreiding en leefgebied
Deze vogel komt voor in de westelijke Filipijnen op de eilanden Palawan, Calamian en Mindoro.

## Status
De palawankraai komt niet als aparte soort voor op de lijst van het IUCN, maar is daar (nog) een ondersoort van de soendakraai (Corvus enca pusillus).